# Fibrosi nefrogenica sistemica
La fibrosi sistemica nefrogenica ('NSF) o dermopatia nefrogenica fibrosante è una sindrome rara e grave che causa fibrosi alla cute, alle articolazioni, agli occhi e gli organi interni. La sua causa non è del tutto chiara. Tuttavia, ci sono molte prove che suggeriscono che sia associata con l'assunzione di gadolinio (usato come mezzo di contrasto nella risonanza magnetica) in pazienti con insufficienza renale grave.  Gli studi epidemiologici suggeriscono che l'incidenza della NSF non è correlata al sesso, alla razza o all'età e non si ritiene avere una base genetica.
Nella NSF, i pazienti sviluppano ampie aree di pelle indurita con noduli fibrotici. La NSF può anche causare contratture articolari con conseguente dolore e limitazione nella possibilità di movimento. Nella sua forma più grave, la NSF può provocare una grave fibrosi sistemica che colpisce gli organi interni tra cui i polmoni, il cuore e il fegato..
A livello microscopico, la NSF assomiglia alla sclerodermia. Entrambe le condizioni mostrano una proliferazione di fibroblasti cutanei e cellule dendritiche, fasci di collagene ispessite, aumento delle fibre elastiche e depositi di mucina. Case report più recenti hanno descritto la presenza di corpi sclerotici nelle biopsie cutanee di pazienti affetti da NSF.
La maggior parte dei pazienti con NSF sono stati sottoposti a emodialisi per insufficienza renale altri hanno ricevuto solo la dialisi peritoneale. Molti pazienti hanno assunto farmaci immunosoppressori e presentavano altre malattie, come l'epatite C. Quattro dei sette mezzi di contrasto basati sul gadolinio e approvati dalla Food and Drug Administration, sono stati ritenuti implicati nella NSF, tra cui Omniscan, MultiHance, Magnevist, e OptiMARK.
I primi casi di NSF sono stati identificati nel 1997,, ma l'NSF è stata descritta come un'entità nosologica nel 2000. Mentre il coinvolgimento cutaneo è visibile immediatamente, il processo può coinvolgere qualsiasi organo come nella sclerodermia o sclerosi sistemica. Nel 2006 è stata fatta la correlazione tra NSF e mezzi di contrasto a base di gadolinio. Come risultato, i mezzi di contrasto contenenti gadolinio sono considerati controindicati nei pazienti con un tasso stimato di filtrazione glomerulare (una misura della funzione renale) sotto i 60 e soprattutto sotto i 30 ml/min.
L'Agenzia europea per i medicinali ha classificato i farmaci contenenti gadolinio in tre gruppi:
- Meno probabile di rilasciare ioni liberi di gadolinio Gd3+ nel corpo e che hanno una struttura ciclica: Dotarem, Gadovist e ProHance
- Intermedi che hanno una struttura ionica lineare: Magnevist, MultiHance, Primovist (Eovist negli Stati Uniti) e Vasovist
- Molto probabili a rilasciare Gd3+ e che hanno una struttura lineare non-ionica: Omniscan e OptiMARK